# خودروهای موتور جلو-تمام چرخ متحرک

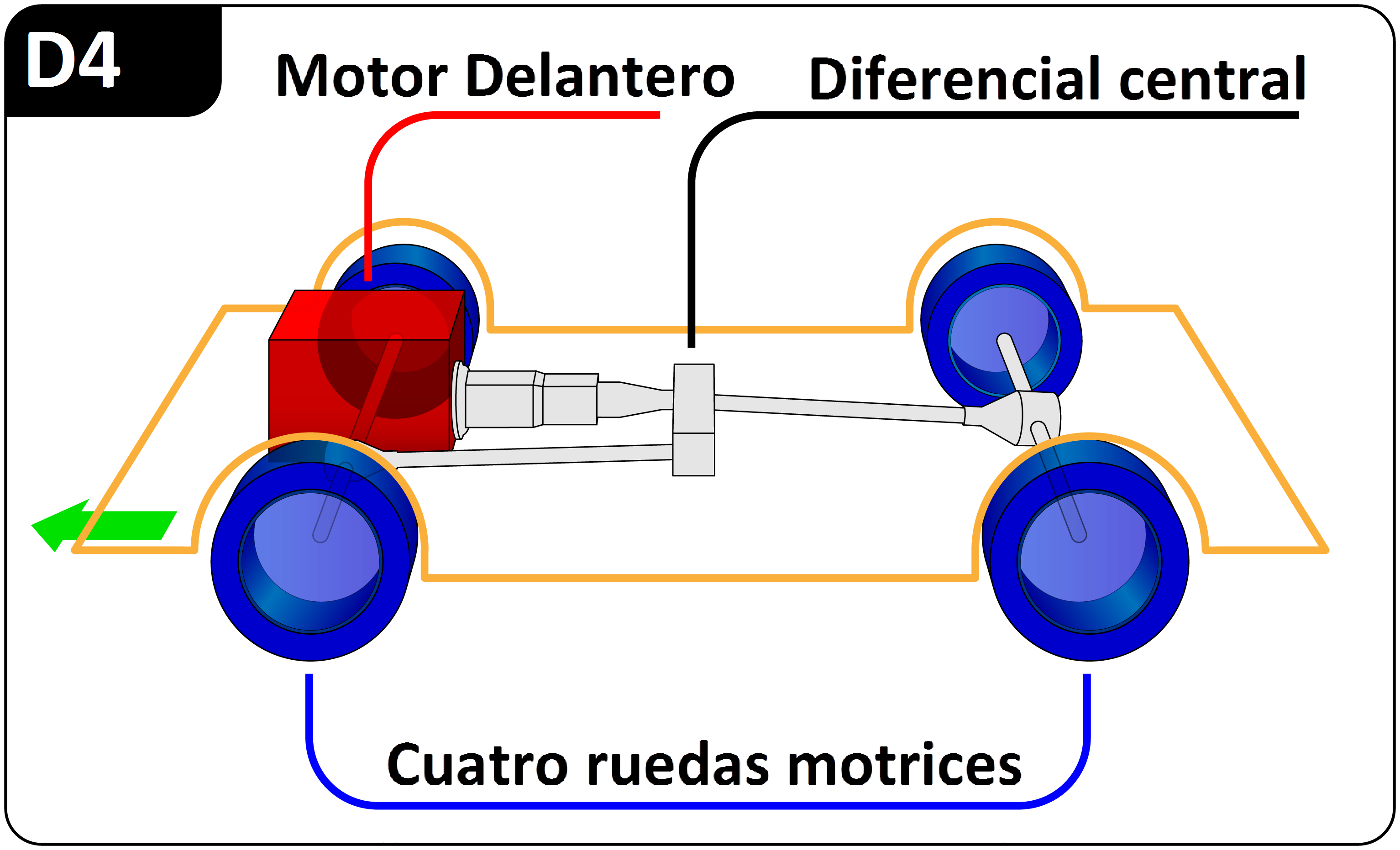
نمایی از سیستم فنی خودرو موتور جلو-چهار چرخ محرک (F۴)

خودرو موتور جلو-چهار چرخ محرک (F۴) به آن دسته از خودروهایی گفته می‌شود که موتور خودرو در قسمت جلویی شاسی و نیروی محرکه موتور به چهار چرخ خودرو منتقل می‌شود.